# Come By Chance River
De Come By Chance River is een 20 km lange rivier in het oosten van het Canadese eiland Newfoundland.

## Verloop
De rivier begint bij de Headwater Ponds, enkele kleine meertjes aan weerszijden van de Trans-Canada Highway (NL-1) ter hoogte van het gehucht Churchills. De rivier kronkelt onafgebroken in zuidelijke richting en passeert na een 10-tal km het dorp Goobies, alwaar hij onderdoor provinciale route 210 stroomt. Na 20 km mondt hij ter hoogte van de gemeente Come By Chance uit in het Come By Chance-estuarium, een klein estuarium in het uiterste noorden van Placentia Bay.

## Zalm
Atlantische zalmen gebruiken de rivier jaarlijks tijdens de paaitijd. Het is geweten dat de Beothuk, de oorspronkelijke inwoners van Newfoundland, naar zalm visten in de rivier.